# Rete sentieristica europea

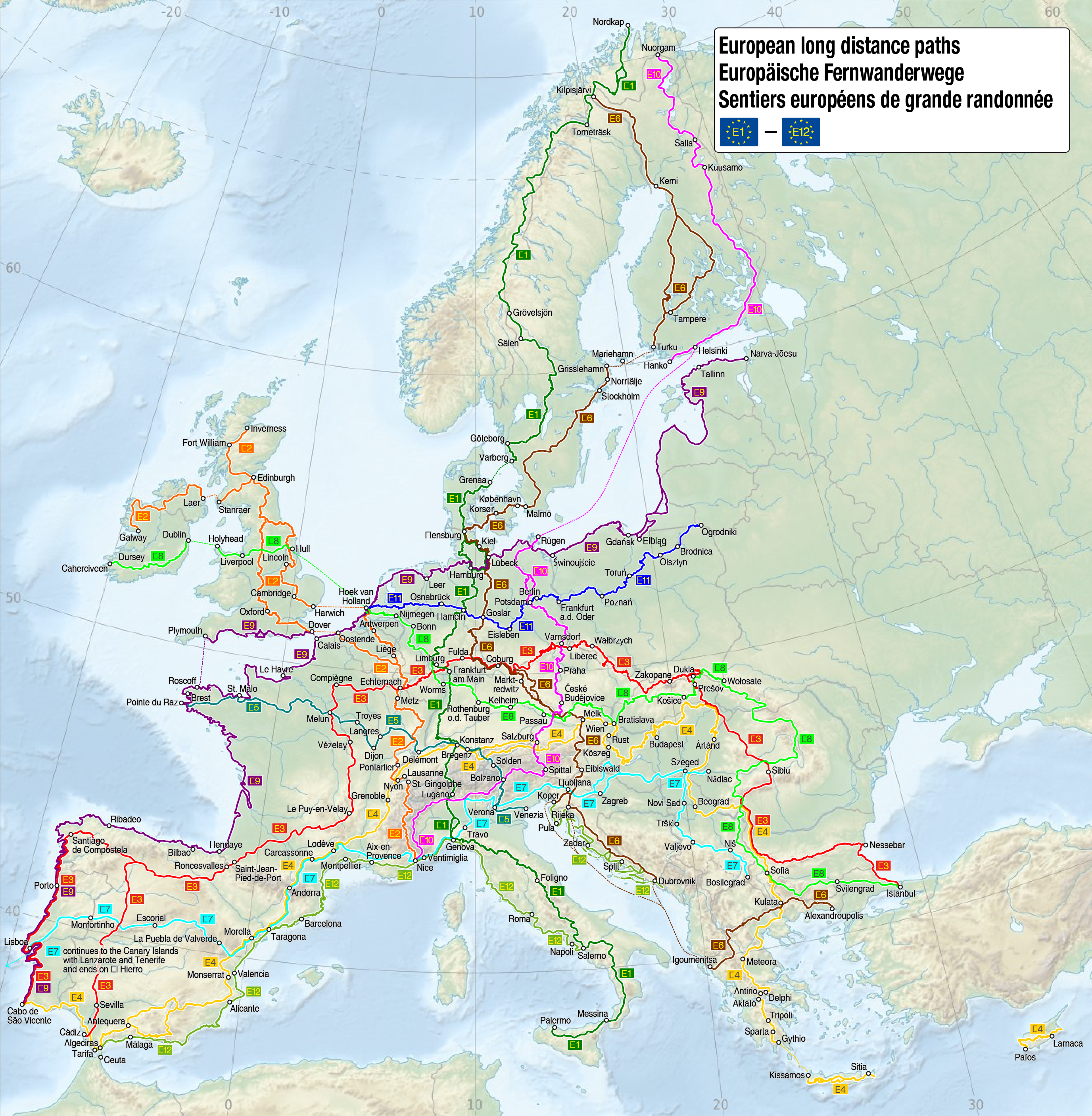
La rete

La rete sentieristica europea è una rete di sentieri escursionistici di lunghezza estremamente elevata che attraversano l'Europa. Definita dalla European Ramblers' Association, in generale fa uso di sentieri preesistenti come i sentieri GR - Grand Randonnée. Tutti questi cammini attraversano diversi paesi, al contrario della maggior parte dei sentieri a lunga percorrenza europei che si trovano invece in un'unica nazione o regione. In Italia, l'organizzazione incaricata di tracciare, segnare e contribuire alla manutenzione dei Sentieri Europei è la FIE - Federazione Italiana Escursionismo.
Il primo sentiero a lunga percorrenza è stato il sentiero blu nazionale, realizzato nel 1938 in Ungheria. In seguito la creazione dell'Unione europea ha permesso la realizzazione di percorsi trans-nazionali.

## Lista dei sentieri
Qui la lista dei dodici sentieri europei a lunga distanza, che rendono percorribile un totale di circa 55.000 km in Europa:
| Sentiero europeo                                 | Mappa | Pianificato                                                       | Realizzato                                                             | Stati attraversati |
| E1 (ca. 4900 km)                                 |       | da Capo Nord a Capo Passero (SR, I)                               | Grövelsjön (S) fino a Forca Canapine (PG, I)                           | Norvegia - Svezia - Danimarca - Germania - Svizzera - Italia                                                                     |
| E2 (ca. 4850 km)                                 |       | da Galway (IRL) (in altri siti: da Inverness (UK)) a Cagliari (I) | da Stranraer (Scozia) a Nizza (F)                                      | Irlanda/Scozia - Inghilterra - Paesi Bassi - Belgio - Lussemburgo - Francia - Italia                                             |
| E3 (ca. 6950 km)                                 |       | da Santiago di Compostela (E) a Nesebăr (BG)                      | da Santiago di Compostela (E) fino a Oradea (RO)                       | Spagna - Francia - Belgio - Lussemburgo - Germania - Repubblica Ceca - Polonia - Slovacchia - Ungheria - Romania - Bulgaria      |
| E4 (ca. 10450 km)                                |       | da Tarifa (E) a Cipro                                             | da Malaga (E) fino a Creta (manca il tratto attraverso la Romania)     | Spagna - Francia - Svizzera - Germania - Austria - Ungheria - Bulgaria - Grecia - Cipro                                          |
| E5 (ca. 3200 km)                                 |       | da Pointe du Raz (F) a Venezia (I)                                | da Pointe du Raz (F) fino a Verona (I)                                 | Francia - Svizzera - Germania - Austria - Italia                                                                                 |
| E6 (ca. 5200 km)                                 |       | da Kilpisjärvi (FL) ai Dardanelli (TR)                            | da Norrtälje (S) fino a Capodistria (SLO)                              | Finlandia - Svezia - Danimarca - Germania - Austria - Slovenia - Grecia                                                          |
| E7 (ca. 4330 km)                                 |       | da Lisbona (P) all'Ucraina                                        | da Monfortinho (P) fino a Nagylak (H)                                  | Portogallo - Spagna - Andorra - Francia - Italia - Slovenia - Ungheria                                                           |
| E8 (ca. 4390 km)                                 |       | da Dursey Head (IRL) a Istanbul (TR)                              | da Dursey Head (IRL) fino a Beskiden (Confine PL/UA)                   | Irlanda - Inghilterra - Paesi Bassi - Germania - Austria - Slovacchia - Polonia - Bulgaria                                       |
| E9 (Sentiero Europeo del Litorale) (ca. 5000 km) |       | da Cabo de São Vicente (P) al confine Estonia/Russia              | da Hendaye (F) fino a Braniewo (PL)                                    | Portogallo - Spagna - Francia - Inghilterra - Belgio - Paesi Bassi - Germania - Polonia - Russia - Lettonia - Lituania - Estonia |
| E10 (ca. 2880 km)                                |       | da Nuorgam (FL) a Tarifa (E)                                      | da Rügen (D) fino a Ulldecona (E) (mancano tratti in Italia e Francia) | Germania - Repubblica Ceca - Austria - Italia - Francia - Spagna                                                                 |
| E11 (ca. 2070 km)                                |       | da L'Aia alla Russia                                              | da L'Aia (NL) fino alla Masuria (Confine PL/LT)                        | Paesi Bassi - Germania - Polonia                                                                                                 |
| E12 (Sentiero del Mediterraneo) (ca. 1600 km)    |       | da Ceuta (E) a Salerno (I)                                        | poche tratte                                                           | Spagna - Francia - Italia - Slovenia - Croazia                                                                                   |

È inoltre assimilabile ai sentieri europei il seguente cammino:
| Grande Traversata delle Alpi - GTA |  | dal Canton Vallese fino al mar Mediterraneo | dal Lago Lemano (CH) fino a Ventimiglia (I) | Svizzera - Francia - Italia |